# 阿拉布塔
阿拉布塔是巴西圣卡塔琳娜州的一个市镇。总面积132.232平方公里，总人口3962人，人口密度30人/平方公里。